# Ich dachte, ich wäre tot
Ich dachte, ich wäre tot ist der Debütfilm des Regisseurs Wolf Gremm aus dem Jahr 1973. Auch für die Hauptdarstellerin Y Sa Lo sowie für die Produzentin Regina Ziegler war es der erste Film.

## Handlung
Die siebzehnjährige Caroline hat die Schule abgebrochen und eine Arbeitsstelle als Verkäuferin in einem Lebensmittelladen angenommen. Dort langweilt sie sich aber und bekommt Ärger mit ihrem Chef. Auch hat sie öfters Ärger mit ihren Eltern, die sie überzeugen wollen, eine Ausbildung zu machen oder die Schule zu beenden. Von ihrem Verlobten Ulf trennt sie sich im Streit, und ein wohlhabender, etwas älterer Freund, der ihr ein neues Kleid kauft, stellt sich überraschend als verheiratet heraus. Als sie nach der Trennung von Ulf abends nach Hause kommt und die Eltern abweisend und gefühllos reagieren, geht sie in ihr Zimmer und unternimmt einen Suizidversuch mit Tabletten. Sie kommt ins Krankenhaus, wo sie sich allmählich wieder erholt und einem Psychologen von ihren familiären Problemen erzählt.
Nach ein paar Tagen bekommt sie Besuch von ihrer großen Schwester. Caroline sagt ihr, dass sie nicht nach Hause zurück möchte, und so zieht sie bei der Schwester und deren Mann und Kind ein. Die Schwester ist selbst wegen Konflikten mit den Eltern früh ausgezogen und hat früh geheiratet. Den Eltern verschweigen sie, wo Caroline sich aufhält, und beim Kontrollbesuch der Mutter versteckt sie sich. Wegen schöner Kindheitserinnerungen an das Leben auf dem Land nimmt sie eine Stelle auf einem Bauernhof an. Dort wird sie jedoch mit harter Arbeit und unangenehmen Tätigkeiten wie dem Ausmisten oder dem Schlachten von Hühnern konfrontiert.
Sie kehrt zu den Eltern zurück und bei einem Gespräch in der Küche gibt sie zu, sich bei der Schwester versteckt zu haben. Als die Mutter wieder zu einer längeren Moralpredigt ansetzt, greift Caroline nach einer Flasche Tomatensoße und schüttet sie erst über die Mutter und dann über sich selbst. Das Schimpfen geht in allgemeines Gelächter über.
Caroline scheint erwachsener geworden zu sein und gelernt zu haben, Konflikte auszuhalten und nicht vor ihnen wegzulaufen.

## Produktion
Die Kinopremiere des von Ziegler Film produzierten Films war am 14. Dezember 1973. Auf DVD erschien er im Jahr 2003 in einer 3er-Box mit sechs Filmen anlässlich des 30. Jahrestages von Ziegler Film sowie 2018 in einer 5er-Box mit zehn Filmen von Wolf Gremm.

## Rezeption
Die Filmbewertungsstelle geht in ihrer Begründung für das Prädikat besonders wertvoll zum einen auf den „zeitkritischen Gehalt“ und die gleichzeitig rebellische und verletzliche Protagonistin ein, zum anderen auf den fragmentarischen Stil des Films: der Zuschauer müsse den Zusammenhang zwischen den bruchstückhaft wirkenden Szenen und Äußerungen selbst herstellen.

„einer der erfreulichsten, erfrischendsten, erheiterndsten und trotzdem nachdenklich stimmenden Filme“

„Ein sehr spontaner, leicht zugänglicher Erstlingsfilm, dessen Geschichte glaubwürdig und mit großem Einfühlungsvermögen erzählt wird.“

## Auszeichnungen
- Bundesfilmpreis
- Filmprädikat besonders wertvoll der Filmbewertungsstelle Wiesbaden